# Fujifilm X-Pro1
Fujifilm X-Pro1 — беззеркальный системный цифровой фотоаппарат, использующий сменные объективы с собственным байонетом X. Модель X-Pro1 близка к появившейся годом ранее FinePix X100, оснащённой несменным фикс-объективом. Фотоаппарат имеет КМОП-сенсор формата APS-C собственной разработки (технология X-Trans) с кроп-фактором 1,5 и гибридный видоискатель, который может переключаться между режимами реального изображения и электронного видоискателя.
Fujifilm X-Pro1 была названа Ассоциацией TIPA лучшей профессиональной компактной системной камерой 2012 года.
X-Pro1 представлен 9 января 2012 года. Вместе с фотоаппаратом представлены три объектива с байонетом X, все — с фиксированным фокусным расстоянием.
На состоявшейся в середине февраля московской презентации фотоаппарата была объявлена его стоимость в России: 60 000 рублей за версию без объектива, от 24 до 26 тысяч рублей за каждый из объективов.

## Описание
Записывает фотоснимки как в формате JPEG (DCF/DROF), так и RAW (.raf).
Имеет гибридный видоискатель.

## Матрица
Матрица X-Trans отличается расположением элементов массива цветовых фильтров матрицы. Применение подобного расположения элементов даёт область неповторяющихся фигур 6×6, что снижает муар. Это позволило отказаться от рассеивающего фильтра, уменьшающего детализацию, на матрице Fujifilm X-Pro 1 без существенного увеличения муара.

## Объективы
Все модели линейки Fujifilm X оснащаются новым байонетом X. Поскольку рабочий оптический отрезок составляет 17,7 мм, то возможно изготовление адаптеров для большинства байонетных систем (исключение составляет байонеты Nikon 1 — 17 мм, Canon EF-M — 18 мм, Sony E — 18 мм и микро 4:3 — 20 мм).

## Аксессуары
Компания Fujifilm выпускает ряд аксессуаров, совместимых со всеми фотоаппаратами с байонетом X, в том числе — с X-Pro1:
- Фотовспышки: EF-X20, EF-42, EF-20;
- Адаптеры: адаптер «M Mount Adapter» для совместимости с объективами с байонетом Leica M.

Аксессуары, совместимые только с X-Pro1:
- Дополнительный хват (модель HG-XPro1);
- Кожаный закрытый чехол с дополнительным шейным ремнём и дополнительным чехлом для объектива (модель LC-XPro1);

## Конкуренты
По ценовому диапазону и качеству получаемых снимков в прямые конкуренты можно записать Leica M9 и Sony NEX c оптикой Zeiss. Ещё больше соперничество усиливает адаптер M-Mount Adapter с системы X-Mount к Leica-M, позволяющий (c прошивкой v.1.10) настроить шесть профилей под шесть объективов с байонетом Leica M (корректировка гибридного видеоискателя, а также учёта дисторсии, виньетирования и хроматической аберрации объектива).